# Rencontre des lauréats du prix Nobel

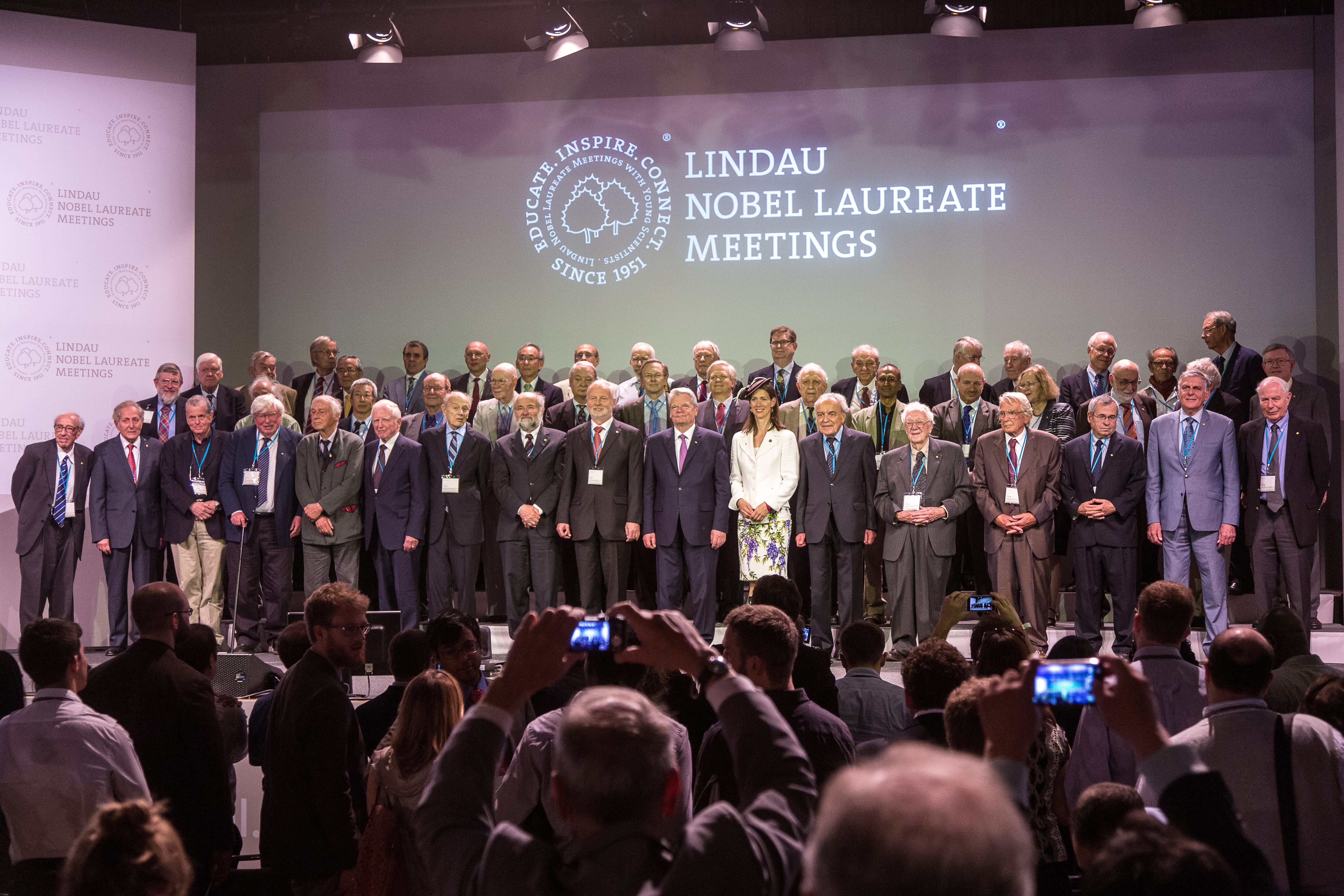
Photo de groupe à l'ouverture de la des lauréats du prix Nobel à Lindau. Le président allemand Joachim Gauck et la comtesse Bettina Bernadotte (au centre) entourés par les 65 participants, lauréats du prix Nobel. Photo de Ch. Flemming/Lindau Nobel Laureate Meetings.

Les rencontres des lauréats du prix Nobel à Lindau (en anglais Lindau Nobel Laureate Meetings) sont des conférences scientifiques annuelles qui ont lieu, depuis 1951, dans la ville de Lindau sur le lac de Constance. Leur objectif est de réunir des lauréats du prix Nobel et de jeunes chercheurs, pour favoriser les échanges scientifiques au-delà des générations et des cultures.

## Objectifs
Chaque rencontre des lauréats du prix Nobel à Lindau est constituée d'un grand nombre de d'événements scientifiques, comme des conférences plénières et des tables rondes, ainsi que des différentes manifestations organisées en commun ou en réseau. Les réunions occupent une place particulière parmi les conférences scientifiques internationales : avec une moyenne de 30 à 40 lauréats participants chaque année, elles sont la plus grande rencontre de lauréats du prix Nobel, à l'exception des cérémonies de remise des prix à Stockholm. Les réunions n'ont pas pour objectif de présenter des résultats de recherche nouveaux, mais plutôt de favoriser l'échange d'Idées et la discussion de sujets qui ont une  pertinence globale pour tous les scientifiques. Les lauréats ne reçoivent pas d'honoraires pour leurs interventions, et le choix des thèmes des exposés est à leur discrétion. Plus de 300 d'entre eux sont membres de l'assemblée des donateurs des réunions.
L’objectif des rencontres n'est pas seulement de favoriser le transfert de connaissances entre les lauréats et les chercheurs en début de carrière, mais également l'échange de savoirs au sein de la communauté international des sciences face au reste de la société. Ce projet est désigné, par le conseil d'administration des réunions de lauréats du prix Nobel, comme la « Mission Education ». La possibilité donnée aux jeunes chercheurs de nouer des contacts fait également partie des objectifs des réunions. Sa devise est « Educate, Inspire, Connect ».

## Histoire
Après la seconde Guerre mondiale, l'Allemagne souffrait encore des conséquences du régime nazi, et était notamment en grande partie exclue de la science internationale. À cette époque, peu de conférences scientifiques importantes se tiennent en Allemagne.

### Idée & création
Deux médecins, Franz Karl Hein et Gustav Parade, résidant à Lindau, ont en 1951 l'Idée de réunir des médecins et chercheurs allemands avec des lauréats du prix Nobel. Ils réussissent à convaincre Lennart Bernadotte, comte de Wisborg, membre de la famille royale suédoise et propriétaire de l'Île de Mainau située à proximité, d'user de ses bonnes relations avec comité Nobel suédois pour soutenir ce projet. La première rencontre, en 1951, est consacrée à la médecine et la physiologie et a été fréquentée par sept lauréats du prix Nobel,  parmi lesquels Adolf Butenandt et Hans von Euler-Chelpin. Après le succès de la première rencontre avec des lauréats du prix Nobel, le domaine scientifique est élargi aux deux autres disciplines du prix Nobel en sciences, à savoir la chimie et de la physique. Dans les années suivantes une règle est instituée, d'après laquelle la discipline principale des rencontres change chaque année.

Le lauréat du prix Nobel Werner Heisenberg, entouré par les étudiants, lors de la 5e rencontre des lauréats du prix Nobel, en 1955. Photo: Archives Spang/Lindau Nobel Laureate Meetings.

### 1954 – 2000
En 1954 est créé le conseil d'administration des rencontres. Il sert dorénavant de comité d'organisation des réunions. Le comte Lennart Bernadotte est son premier président. Le principe d'inviter également de jeunes scientifiques à ces rencontres date aussi de cette année. Cette initiative devait augmenter la plus-value sociale de l'événement. En 1954, même certains étudiants de la RDA ont pu participer à la rencontre.
Ce que Hein et Parade, les initiateurs du projet, avaient d'abord conçu comme une conférence scientifique européenne, devient progressivement et de plus en plus une manifestation internationale. Dans les premières années, seuls des étudiants des pays riverains du lac de Constance participaient aux rencontres ; ensuite, d'autres pays ont commencé d'envoyer des  représentants. À partir de l'an 2000, de jeunes chercheurs de 80 à 90 pays différents  participent à chaque rencontre.
En 1987, le comte Bernadotte abandonne son poste de président du conseil d'administration pour des raisons de santé. Sa femme Sonja Bernadotte af Wisborg lui succède.

### 2000 – 2008
Des difficultés de financement, aux alentours de l'an 2000, font craindre pour l'avenir des réunions. Pour remédier à ce danger, la  comtesse Bernadotte élargit le conseil d'administration et inclut des experts en fondations d'utilité publique et en relations publiques, ainsi que des représentants de la fondation Nobel de Stockholm.
Deux grands objectifs sont affirmés sous a direction de Sonja Bernadotte, à savoir la promotion de l'internationalisation des réunions, ainsi que l'amélioration de leur Image publique.
À l'occasion de la 50e rencontre en 2000 est annoncé la création de la fondation des rencontres. Celle-ci doit désormais assurer le financement des rencontres. Lors de sa création, 40 prix Nobel de l'assemblée des donateurs ont rejoint la fondation ; leur nombre s'est accru depuis à plus de 300. Ils  soutiennent moralement mais aussi financièrement les rencontres.

### 2008 – aujourd'hui
Après la mort de Sonja Bernadotte en octobre 2008, sa fille Bettina Bernadotte af Wisborg est élue présidente du conseil d'administration. Elle continue la politique de sa mère et travaille à élargir le réseau international d'institutions scientifiques partenaires, en insistant sur l'aspect formateur des réunions

## Les rencontres
Depuis leur création en 1951, les rencontres des lauréats du prix Nobel ont toujours eu lieu à Lindau, aux bords du lac de Constance. 

### Cycle des rencontres
Les rencontres sont annuelles et se consacrent  par alternance à l'une des quatre disciplines scientifiques du prix Nobel, la médecine, la physiologie, la chimie et la physique. Tous les cinq ans, la dernière fois en 2015, a lieu une réunion interdisciplinaire où des représentants de toutes les disciplines sont invités. En outre, tous les trois ans a lieu la rencontre de Lindau des sciences économiques, consacrée aux lauréats du prix Nobel en économie.

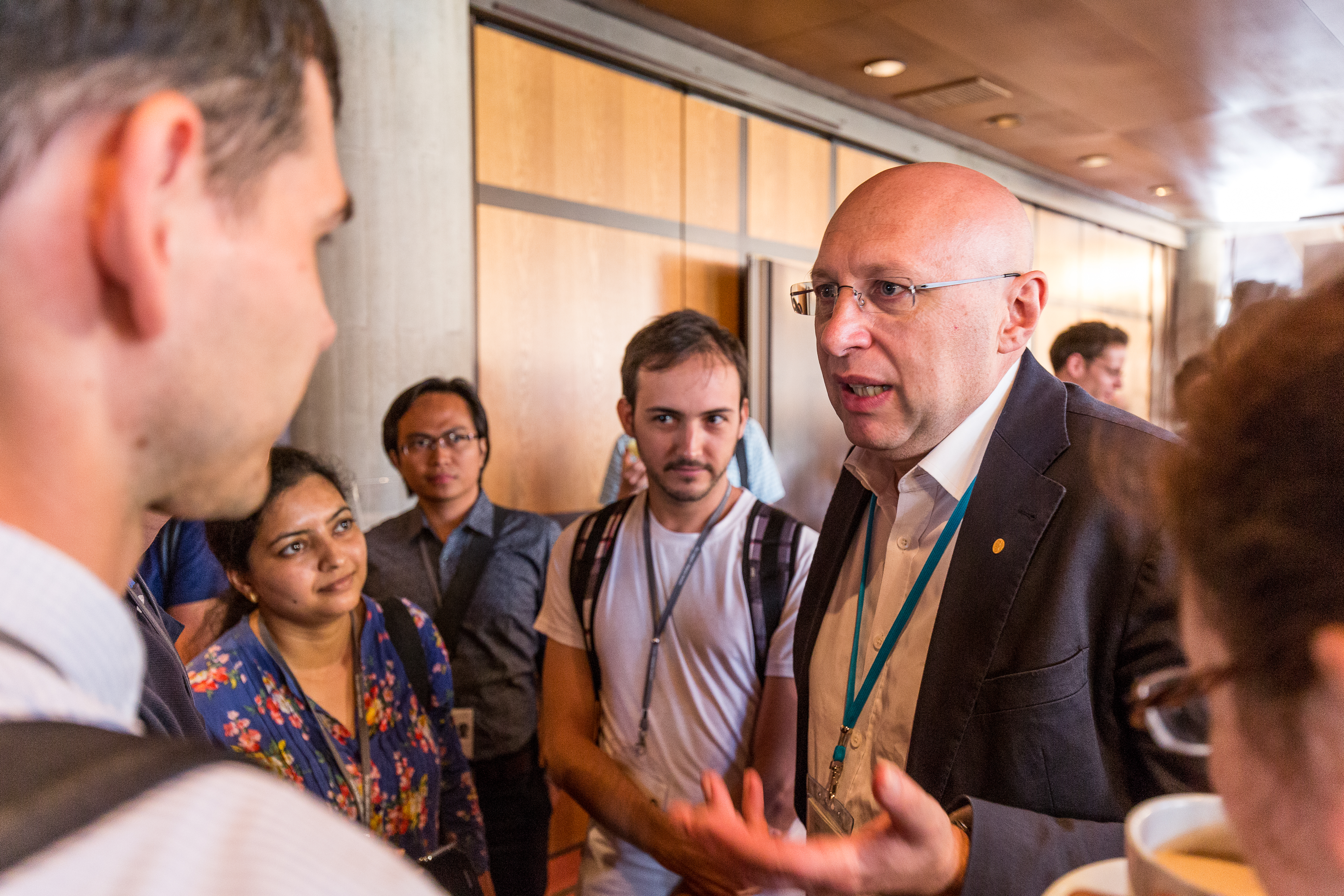
Le lauréat Stefan Hell en 2015 lors de la des lauréats du prix Nobel, en conversation avec de jeunes scientifiques. Photo: Ch. Flemming/Lindau Nobel Laureate Meetings.

### Programme scientifique
Les événements prennent les formes suivantes :
Lectures: Ce sont des conférences classiques. L'orateur, lauréat du prix Nobel, est libre dans le choix de son sujet.
Discussion Sessions: L'après-midi, et après leurs exposés, les prix Nobel discutent et répondent aux étudiants dans des cercles informels.
Master Classes: Après une candidature préalable, de jeunes scientifiques ont la possibilité de présenter leur propre recherche devant un public sélectionné et de recevoir un feedback des lauréats.
Panel Discussions: Des tables rondes sont consacrées aux grandes questions actuelles de la science. Les participants sont composés en général de lauréats, jeunes chercheurs, mais aussi de représentants de la politique, de l'économie ou des dédias.
Science Breakfast:  Réunions de discussion qui ont lieu tôt le matin et qui sont proposées par des organisations partenaires ou des bailleurs de fonds.

### Programme complémentaire
Les rencontres de Lindau sont accompagnées d'un vaste programme complémentaire, servant surtout faciliter les contacts et à se faire connaître, dans lequel figurent des dîners, barbecues et manifestations culturelles. Depuis 2009, chaque session comporte un  "International Day", dont la soirée est toujours organisée par un pays d'accueil. Les pays d'accueil étaient: l'Inde (2009), l'Union européenne (2010), les États-Unis (2011), Singapour (2012), la Corée du Sud (2013), l'Australie (2014), la France (2015) et l'Autriche (2016).

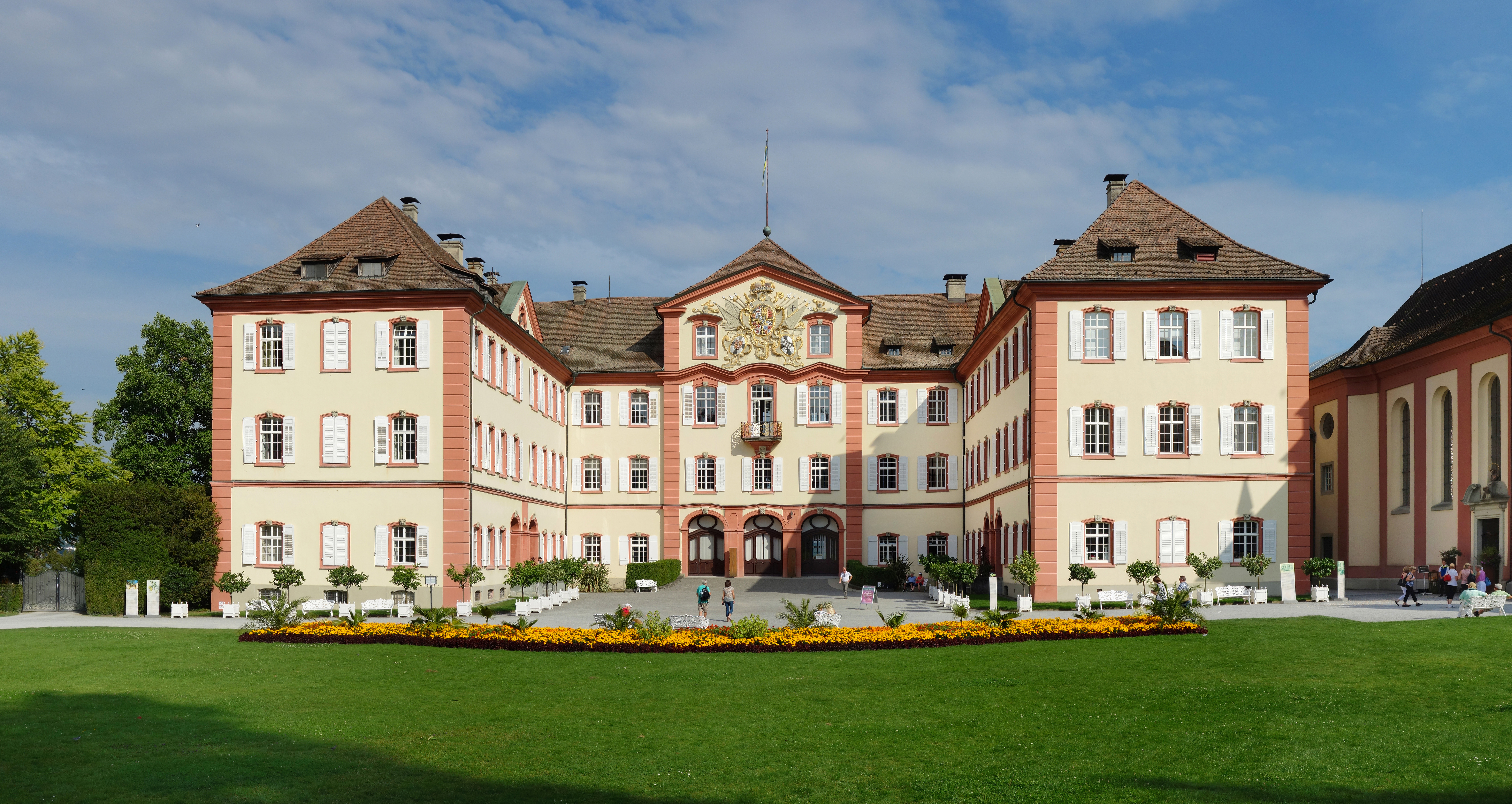
La dernière journée de chaque rencontre a lieu traditionnellement sur l'Île de Mainau.

### Navigation vers l'Île de Mainau
La dernière journée de chaque session combine le programme scientifique et les activités libres avec un voyage à l'Île de Mainau. La visite de l'îe de la famille Bernadotte sert également à une grande table ronde, le plus souvent sur des sujets sociaux d'actualité, mais permet également aux étudiants venant du monde entier, de découvrir l"île aux Fleurs".

## Les participants
Aux réunions dédiées à une discipline spécifique participent en général de 30 à 40 lauréats du prix Nobel et de 500 à 600 jeunes scientifiques venant d'environ 80 pays. À cela s'ajoutent la visite de plusieurs personnalités de la politique, de l'industrie et du monde académique, ainsi que des représentants des médias internationaux.

### Modalités de candidature
Les chercheurs en début de carrière désirant participer aux rencontres doivent passer par un processus de sélection de plusieurs étapes. Les candidats doivent être  étudiants, doctorants ou post-docs de moins de 35, faire partie des meilleurs de leur génération, et ne pas avoir de position fixe. Les jeunes chercheurs ne peuvent participer qu'une seule fois à une rencontre. Les candidatures sont adressées aux partenaires académiques respectifs de chaque pays qui effectuent une première sélection et recommandent les meilleurs jeunes chercheurs pour participer aux rencontres.

### Visiteurs particuliers
Au fil des ans, de nombreux personnalités ont rendu visite aux rencontres des lauréats du prix Nobel. Parmi eux notamment les présidents allemand Roman Herzog, Johannes Rau, Horst Köhler,  Christian Wulff et Joachim Gauck. Ce dernier a prononcé le discours d'ouverture de la rencontre interdisciplinaire de 2015. La chancelière allemande Angela Merkel a ouvert la session d'économie de 2014.
D'autres visiteurs spéciaux ont été Bill Gates, l'ancien président de la Commission européenne José Manuel Durão Barroso, et le président de Singapour Tony Tan Keng Yam.

## Organisation
Les rencontres de lauréats dépendent, du point de vue juridique, de deux organismes, le conseil d'administration (Kuratorium) et la fondation.  Alors que le conseil d'administration est responsable de l'élaboration du programme scientifique et, avec l'aide de son secrétariat exécutif, de la réalisation des conférences, la fondation a pour mission d'assurer le financement des réunions.

### Partenaires académiques
Le conseil d'administration entretient un réseau mondial de relations avec des institutions académiques partenaires, comportant des académies nationales des sciences, des universités, des fondations et jusqu'à certains ministères. Les candidatures pour la participation aux rencontres doivent être adressées aux partenaires académiques respectifs qui, dans un premier tour, sélectionnent et recommandent les meilleurs jeunes chercheurs pour participer aux rencontres.

### Financement
Les réunions de Lindau sont financées  à la fois par des fonds publics et ou par des fonds privés. Les dépenses pour chaque rencontre sont publiées dans les rapports annuels. Les donateurs privés et les promoteurs sont mentionnés sur la page internet de l'organisation, comme dans les autres publicationsAppel à candidature sur le site Direction de l'Europe de la recherche et coopération internationale.

## Effets
Depuis sa création, l'objectif des rencontres de Lindau était de créer une atmosphère propice pour permettre aux chercheurs d'assumer une plus grande responsabilité sociale. C'est ainsi que plusieurs appels politiques ont été lancés dans l'histoire des réunions.
L'effet des réunions sur les près de 30 000 étudiants ayant participé pendant les plus de 65 ans d'existence aux rencontres est difficile à mesurer, et néanmoins profond. L'un des promoteurs des rencontres a exprimé son sentiment comme suit: "Quand ils quittent Lindau, les jeunes chercheurs conservent pendant des années la motivation et l'inspiration, et on le voit jusque dans leurs yeux".

### Les réseaux mondiaux
Les réunions offrent beaucoup d'occasions de mise en réseau pour les jeunes chercheurs, qui nouent  à Lindau des contacts étroits conduisant plus tard souvent à des collaborations scientifiques et à un intense transfert des connaissances au-delà des limites des différentes cultures.

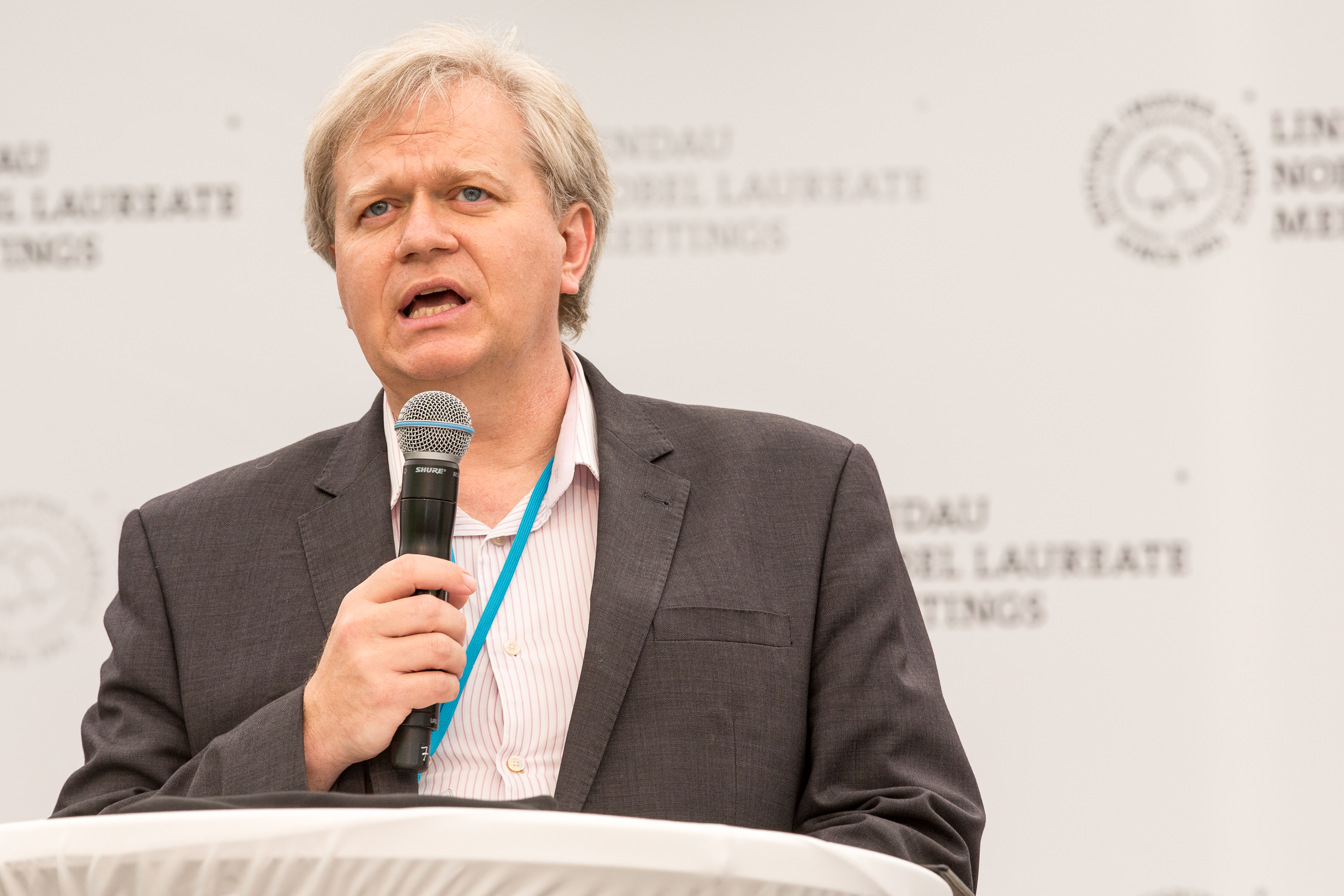
Le prix Nobel Brian P. Schmidt donne lecture de la déclaration de Mainau de 2015 sur le changement climatique lors de la de lauréats du prix Nobel. Photo: Ch. Flemming/Lindau Nobel Laureate Meetings.

### Déclarations de Mainau
En 1955, à l'occasion de la 5e rencontre de Lindau,  les deux lauréats allemands du prix Nobel en physique Max Born et Otto Hahn ont publié la Déclaration de Mainau « contre l'utilisation d'armes nucléaires », adressée aux dirigeants politiques du monde. La déclaration a été signée par 18 des lauréats participants, nombre qui s'est accru à 52 dans l'année qui a suivi. 
Cinquante ans plus tard, lors de la 65e rencontre de Lindau en 2015, les prix Nobel se sont adressés à l'opinion publique une deuxième fois, avec une autre déclaration. La Déclaration de Mainau 2015 sur le changement climatique demande aux responsables politiques de s'engager sur une action accrue contre le réchauffement climatique. 36 prix Nobel participants ont signé la déclaration lors de la rencontre, 35 autres l'ont fait plus tard.

## Médiathèque
Pour faire mieux connaître la tradition et l'histoire des rencontres des lauréats du prix Nobel de Lindau, une médiathèque numérique avec un accès public aux archives a été mise en place. La bibliothèque contient plus de 400 heures de vidéos de conférences de lauréats du prix Nobel à Lindau. En plus, la médiathèque contient des photos, des films d'animation éducatifs, et des contenus interactifs comme des visites virtuelles de laboratoires ou des cartes interactives.  
La médiathèque est également conçue pour servir d'instrument éducatif et contient plusieurs dossiers thématiques qui constituent, basés sur les recherches des lauréats du prix Nobel, une introduction à certains domaines de la science.

## Autres projets
Les rencontres des lauréats du prix Nobel de Lindau se sont engagées dans de nombreux autres projets dans le domaine de la communication scientifique, conformément à la devise de leur Mission Education. Il y a notamment l'exposition photographique  Sketches of Science du photographe scientifique Volker Steger, qui a été montrée à de nombreuses endroits à travers le monde, et l'exposition permanente sur l'histoire de la conférence au musée municipal de Lindau. D'autres contenus formatifs sont produits en collaboration avec le Nature Publishing Group.